# Amica mia (album Drupi)
Amica mia è il tredicesimo album di Drupi, pubblicato nel 1992.
In questo album è incluso il brano Un uomo in più, con il quale Drupi partecipa al Festival di Sanremo 1992.

## Tracce
1. Un uomo in più – 4:10 (Franco Fasano-Depsa)
2. Lasciami sognare – 4:39 (Drupi-Silvio Negroni)
3. Improvvisamente – 4:21 (Nino Buonocore-Michele De Vitis)
4. Maledetta musica – 4:06 (parole e musica di Giorgio Faletti)
5. Autostrada – 4:07 (Drupi-Silvio Negroni)
6. Amica mia – 5:00 (Drupi-Dorina Dato)
7. Ci vorrebbe di più – 3:48 (Drupi-Dorina Dato)
8. Amore grande – 4:15 (Drupi-Silvio Negroni)
9. Amandoti – 3:47 (Drupi-Silvio Negroni)
10. E se fosse – 4:24 (Drupi-Silvio Negroni)

## Formazione
- Drupi: voce
- Dorina Dato: voce in Improvvisamente e Amica mia
- Claudio Bazzari: chitarra acustica, chitarra elettrica
- Carmelo Isgrò: basso
- Paolo Bianchi: batteria
- Roberto Ferracin: tastiera, programmazione, fisarmonica in Amica mia
- Franco Fasano: pianoforte e cori in Un uomo in più
- Santi Isgrò: chitarra acustica in Lasciami sognare e Amica mia
- Marco Guarnerio: programmazione, chitarra elettrica, chitarra acustica in Amandoti e Ci vorrebbe di più
- Tiziano Giupponi: chitarra elettrica in Ci vorrebbe di più
- Michael Rosen: sassofono tenore, sassofono soprano
- Lalla Francia, Paola Folli, Moreno Ferrara, Silvio Pozzoli: cori in Un uomo in più